# 滎陽市
滎陽市（けいようし、拼音：Xing yáng）は、中華人民共和国河南省鄭州市に位置する県級市。

## 歴史
戦国時代に秦により滎陽県が設置された。691年（天授2年）、武泰県と改称されたが、705年（神龍元年）に再び滎陽県とされている。1994年4月に県級市の滎陽市に改編され現在に至る。

## 行政区画
- 街道:索河街道、京城路街道
- 鎮:喬楼鎮、豫竜鎮、広武鎮、王村鎮、汜水鎮、高山鎮、劉河鎮、崔廟鎮、賈峪鎮
- 郷:城関郷、高村郷
- 民族郷:金寨回族郷